# راکبی (نبراسکا)
راکبی (به انگلیسی: Rokeby) یک منطقهٔ مسکونی در ایالات متحده آمریکا است که در نبراسکا واقع شده‌است. راکبی ۳۸۱٫۰ متر بالاتر از سطح دریا قرار دارد.